# Rafael Pallais
Rafael Pallais, también conocido como Raphael Pallais, es un escritor, poeta y polemista franco-nicaragüense nacido en León, Nicaragua.

## Biografía
Rafael Pallais es hijo de un padre nicaragüense (de origen francés) y de una madre parisina. Su padre, Henri Pallais Sacasa, era un periodista que falleció en un accidente de helicóptero en 1965. Su madre, Marie-Cécile Cauvet, es pariente del artista gráfico Cassandre. Con cinco años, Rafael Pallais viene a vivir a París. A los doce vuelve a Nicaragua.
Rafael Pallais publica sus primeros poemas a los 17 años y vuelve a vivir en Francia. En 1978, la editorial parisina Champ Libre publica en francés el primer libro de Pallais, Incitación a la refutación del tercer mundo cuyo contenido es próximo a la crítica situacionista. En 1980, la editorial mexicana El Milenio publicó el libro en español.
Pocos meses después, la misma editorial mexicana publica otro libro de Rafael Pallais, Précisions sur le Nicaragua. Ambos libros critican de forma radical el movimiento sandinista tachándolo de ser estalinista. Los dos libros fueron prohibidos en Nicaragua por los sandinistas.
Rafael Pallais se mudó a Estados Unidos donde continua escribiendo. En 1983, publicó un libro sobre el champán francés.